# Mia cugina Rachele (romanzo)
Mia cugina Rachele (My Cousin Rachel) è un romanzo scritto nel 1951 da Daphne du Maurier.

## Trama
Nel primo Ottocento, Philip Ashley, orfano dei genitori, viene allevato dal cugino Ambrose Ashley, di vent'anni maggiore, in una tenuta signorile in Cornovaglia. Il cugino è misogino e non intende sposarsi e preferisce curare la sua proprietà.
Per ragioni di salute Ambrose parte per il continente, lasciando Philip, poco più che ventenne, a casa. Dopo qualche mese arriva a Firenze dove conosce una cugina, Rachele, vedova di un conte italiano: ben presto la misoginia di Ambrose scompare e scrive al cugino che si è sposato con Rachele. Giungendo da Ambrose notizie scarse ma preoccupanti, Philip, d'accordo col suo padrino e tutore Nick Kendall, si reca a Firenze, e arrivato alla villa di Fiesole, apprende che il cugino è morto e Rachele se ne è andata.
Ritornato a casa Philip comincia a odiare Rachele per averle sottratto l'amato cugino, e quando la donna annuncia l'arrivo in Inghilterra egli si propone di accoglierla con la massima freddezza se non con aperta ostilità. Invece succede che Rachele riesce a farsi benvolere da tutti, o quasi. Come Ambrose, pian piano anche Philip è ammaliato da Rachele e se ne innamora e infine il giorno del suo venticinquesimo compleanno, in cui diviene legalmente un adulto, le regala tutta la proprietà e i gioielli di famiglia, e le propone di sposarlo.
Rachele però rifiuta. Philip non se ne dà pace e un po' alla volta diviene sospettoso e pensa che Rachele abbia ucciso il cugino per appropriarsi dei suoi beni. Il finale però resta aperto a ogni interpretazione.

## Personaggi
- Philip Ashley, l'Io narrante, un giovane immaturo e istintivo;
- Rachel Ashley, nata Coryn, già vedova del conte Sangalletti, donna enigmatica e indipendente;
- Ambrose Ashley, cugino di Philip, che ha formato a sua immagine;

- Nick Kendall, il padrino di Philip e suo tutore legale;
- Louise Kendall, la figlia di Nick Kendall, un po' più giovane di Philip;
- il signor Rainaldi, amico di Rachele e suo curatore degli affari a Firenze;
- i Pascoe: il vicario, la moglie e le tre figlie;
- i servitori: Seecombe, il maggiordomo; Wellington, il cocchiere; John, il garzone di stalla; Tamlyn, il giardiniere;
- gli animali di Philip: Don, il vecchio cane; Gypsy, la cavalla.

## Stile
Il romanzo è raccontato in prima persona da Philip, come un ricordo, dopo un primo capitolo introduttivo.

## Adattamenti cinematografici
- 1952: Mia cugina Rachele di Henry Koster.
- 2017: Rachel di Roger Michell con Sam Claflin nel ruolo di Philip e Rachel Weisz come Rachel.

## Edizioni italiane
- Daphne du Maurier, Mia cugina Rachele, collana Medusa, Mondadori, 1953.
- Daphne du Maurier, Mia cugina Rachele, collana Oscar Mondadori, traduzione di Ida e Luciano Mercatali, 1966.